# Flughafen Adana

i8
i11
i13
Der Flughafen Adana (türkisch Adana Şakirpaşa Havalimanı, IATA-Code: ADA, ICAO-Code: LTAF) war gemessen am Passagieraufkommen im letzten vollen Betriebsjahr der siebtgrößte Flughafen der Türkei. Er liegt im westlichen Teil der Großstadt Adana, im Stadtviertel Şakirpaşa, welches dem Stadtbezirk Seyhan angehört. Im Jahr 2019 wickelte der Flughafen über 5 Millionen Passagiere ab. Im August 2024 wurde der Flughafen durch den neuen Flughafen Çukurova abgelöst, welcher sich südwestlich der Stadt Adana befindet.

## Geschichte
Der Flughafen wurde 1937 in Betrieb genommen. Er wurde nach dem osmanischen Vali Şakirpaşa benannt, welcher durch zahlreiche Projekte die Region zum Wirtschaftszentrum machte und die Lebensqualität für die Bewohner erhöhte. Der Flughafen wurde zwar von Anfang an sowohl militärisch als auch zivil genutzt, drei Viertel der Flugbewegungen machten aber Militärflugzeuge aus. Dies änderte sich auch kaum bis 1956. Von da an war der Flughafen auch für internationale Flüge zugelassen. 1957 wurde bei den Passagierzahlen ein Wachstum von 90 % verzeichnet. Bis 1992 flachten die Zahlen immer mehr ab. Daher entschied sich die DHMI, der Betreiber des Flughafens, den Flughafen neu zu orientieren. Es wurden Werbekampagnen gestartet, die Infrastruktur verbessert und neue Gebäude gebaut. So wurde 1997 das neue Terminal für internationale Flüge eröffnet. 1998 flogen erstmals über eine Million Passagiere über/von Adana und seither wuchs das Passagieraufkommen mehr oder wenig konstant. Im Jahr 2019 kam es erstmals seit 2008 zu einem Rückgang der jährlichen Passagierzahlen, mit einer Verringerung von insgesamt 10 % zum Vorjahr. 
Mit der Inbetriebnahme des Flughafens Çukurova im August 2024 wurde der Flughafen Adana stillgelegt und soll abgerissen werden. Das ist auch der Grund, weswegen in den 20 Jahren zuvor wenig erneuert worden war.

## Flughafengelände
Der Flughafen verfügt über ein Terminal mit einer Kapazität von 4,5 Millionen Passagieren im Jahr, einen Kontrollturm und eine aktive befestigte Start- und Landebahn, die ein Instrumentenfluglandesystem (ILS) besitzt. Das Vorfeld kann bis zu 28 Narrow-Body-Flugzeuge aufnehmen. Vor dem Terminal gibt es einen Parkplatz für 569 Autos. Der Flughafen war einer der ersten behindertengerechten Flughäfen in der Türkei. Der Flughafen ist mit dem Auto, dem Taxi oder den Bussen erreichbar.

## Fluggesellschaften und Ziele
Von Adana aus wurden Ziele in der Türkei und im deutschsprachigen Raum Berlin, Düsseldorf, München, Frankfurt, Hamburg, Hannover, Köln/Bonn, Münster und Stuttgart angeflogen.

## Passagierzahlen
| Jahr   | Inland    | Veränderung Inland | International | Veränderung International | Gesamt    | Veränderung Gesamt |
| ------ | --------- | ------------------ | ------------- | ------------------------- | --------- | ------------------ |
| 2024 * | 2.508.755 | ▼ 35 %             | 612.170       | ▼ 31 %                    | 3.120.925 | ▼ 34 %             |
| 2023   | 3.845.362 | ▲ 19 %             | 883.446       | ▲ 37 %                    | 4.728.808 | ▲ 22 %             |
| 2022   | 3.228.825 | ▲ 8,5 %            | 642.608       | ▲ 51,8 %                  | 3.871.433 | ▲ 13,9 %           |
| 2021   | 2.981.530 | ▲ 30,6 %           | 390.468       | ▲ 74,3 %                  | 3.371.998 | ▲ 34,5 %           |
| 2020   | 2.283.963 | ▼ 47,0 %           | 223.032       | ▼ 70,1 %                  | 2.506.995 | ▼ 50,4 %           |
| 2019   | 4.309.453 | ▼ 12,5 %           | 744.730       | ▲ 6,5 %                   | 5.054.183 | ▼ 10,2 %           |
| 2018   | 4.927.862 | ▼ 0,7 %            | 699.134       | ▲ 7,6 %                   | 5.626.996 | ▲ 0,3 %            |
| 2017   | 4.960.627 | ▲ 1,8 %            | 649.549       | ▼ 2,4 %                   | 5.610.176 | ▲ 0,4 %            |
| 2016   | 4.872.365 | ▲ 6,3 %            | 713.337       | ▼ 1,9 %                   | 5.585.702 | ▲ 5,2 %            |
| 2015   | 4.582.185 | ▲ 12,9 %           | 727.521       | ▲ 15,4 %                  | 5.309.706 | ▲ 13,3 %           |
| 2014   | 4.057.291 | ▲ 8,1 %            | 630.203       | ▲ 12,2 %                  | 4.687.494 | ▲ 8,6 %            |
| 2013   | 3.754.227 | ▲ 22,8 %           | 561.551       | ▼ 10,6 %                  | 4.315.778 | ▲ 19,7 %           |
| 2012   | 3.136.143 | ▲ 18,3 %           | 628.014       | ▲ 6,6 %                   | 3.764.157 | ▲ 16,1 %           |
| 2011   | 2.651.873 | ▲ 9,7 %            | 589.094       | ▲ 39,1 %                  | 3.240.967 | ▲ 14,1 %           |
| 2010   | 2.417.630 | ▲ 17,0 %           | 423.540       | ▲ 1,7 %                   | 2.841.870 | ▲ 14,5 %           |
| 2009   | 2.065.779 | ▲ 15,2 %           | 416.623       | ▼ 16,1 %                  | 2.482.402 | ▲ 8,4 %            |
| 2008   | 1.793.675 | ▲ 2,8 %            | 496.752       | ▼ 10,8 %                  | 2.290.427 | ▼ 0,5 %            |
| 2007   | 1.745.450 | --                 | 557.085       | --                        | 2.302.535 | --                 |

## Zwischenfälle
- Am 3. April 1954 stürzte eine vom Flughafen Adana nach Istanbul gestartete Douglas DC-3/C-47A-80-DL der Türkiye Devlet Hava Yollari (DHY) (der heutigen Turkish Airlines) (Luftfahrzeugkennzeichen TC-ARK) 15 Minuten nach dem Start ab. Alle 25 Insassen wurden getötet, 5 Besatzungsmitglieder und 20 Passagiere.[12]

- Am 11. Juni 1957 kollidierte eine Douglas DC-3/C-47B-28-DK der türkischen Luftstreitkräfte (TAF 6043) in der Nähe des Flughafens Adana mit einem Kampfflugzeug des Typs Republic F-84G Thunderjet, ebenfalls der türkischen Luftstreitkräfte (51-10884). Alle 5 Insassen der DC-3 wurden getötet.[13]

- Am 8. März 1962 wurde eine Fairchild F-27 der Türk Hava Yollari – THY (TC-KOP) im Anflug auf den Flughafen Adana in das Taurusgebirge geflogen. Durch diesen CFIT (Controlled flight into terrain) infolge von Pilotenfehlern wurden alle 11 Insassen getötet.[14]

- Am 7. April 1999 stürzte eine Boeing 737-400 der Turkish Airlines (TC-JEP) bei schlechtem Wetter nach dem Start vom Flughafen Adana bei Ceyhan beim Steigflug ab. Die Piloten verloren nach Ausfall der Geschwindigkeitsanzeigen die Kontrolle über das Flugzeug, da die Heizung des Pitot-Statik-Systems während der Vorbereitungen nicht aktiviert worden war, weil die Checkliste nur unvollständig abgearbeitet worden war. Die 737 befand sich auf einem Überführungsflug, es waren keine Passagiere an Bord. Alle sechs Besatzungsmitglieder kamen ums Leben (siehe auch Turkish-Airlines-Flug 5904).[15]